# Smilia camelus
Smilia camelus är en insektsart som beskrevs av Fabricius. Smilia camelus ingår i släktet Smilia och familjen hornstritar. Inga underarter finns listade i Catalogue of Life.